# Кульман, Август Густавович
Август Густавович Кульман (4 июля 1896 — 6 июля 1979) — доктор химических наук, профессор, заслуженный деятель науки РСФСР (21.02.1968).

## Биография
С 1930 года доцент кафедры общей химии инженерного факультета Тимирязевской сельскохозяйственной академии. В том же году вместе с кафедрой и факультетом перешёл в Московский институт механизации и электрификации сельского хозяйства (МИМЭСХ) — будущий Московский институт инженеров сельскохозяйственного производства им. Горячкина. Профессор (1933). С 1943 по 1972 год заведующий кафедрой химии.
В 1930-е годы зав. отделом физикохимии коллоидов (физической и коллоидной химии) ВНИИХ (Института хлебопекарной промышленности).
Также в 1960-е годы читал лекции в ТСХА.
Автор учебников по общей и неорганической химии для сельскохозяйственных и технических вузов.
Заслуженный деятель науки РСФСР (21.02.1968). Большая серебряная медаль ВДНХ (23.12.1955) — за учебники.
Похоронен на Введенском кладбище.
Сочинения:
- Учебник общей и неорганической химии [Текст] : Глав. упр. вузов и техникумов НКЗ СССР допущено в качестве учебника для с.-х. техникумов / Проф. А. Г. Кульман. — 3-е изд., перераб. — Москва : Сельхозгиз, 1938 (Образцовая тип.). — 432 с. : ил.; 22 см.
- Общая и неорганическая химия [Текст] : Допущ. Министерством высш. образования СССР в качестве учебника для с.-х. техникумов / проф. А. Г. Кульман. — 4-е изд., перераб. — Москва : Сельхозгиз, 1946 (Образцовая тип.). — 556 с. : ил.; 23 см.
- Общая химия [Текст] : [Для инж.-технол. спец.]. — 3-е изд., перераб. и доп. — Москва : Колос, 1979. — 528 с. : ил.; 22 см. — (Учебники и учебные пособия для высших сельскохозяйственных учебных заведений).
- Сборник задач по общей химии [Текст] : [Для нехим. специальностей вузов] / А. Г. Кульман. — 2-е изд., перераб. и доп. — Москва : Высш. школа, 1975. — 206 с. : ил.; 22 см.
- Сборник задач и упражнений по химии [Текст]. — Москва : Сельхозгиз, 1955. — 168 с., 1 л. табл., 1 отд. л. табл. : граф.; 20 см.
- О взрывчатых веществах [Текст] / А. Кульман. — Москва ; Ленинград : Гос. изд-во. Отд. воен. литерат., 1927. — 69, [3] с.; 17 см. — (Библиотека красноармейца).
- Взрывчатые вещества [Текст] / А. Кульман. — Москва : Гос. изд-во, 1931. — Обл., 72 с. : ил.; 18 см. — (Библиотека красноармейца).
- Физическая и коллоидная химия [Текст] : [Учебник для техникумов пищевой пром-сти] / Под ред. акад. П. А. Ребиндера. — 3-е изд., перераб. — Москва : Пищепромиздат, 1963. — 504 с., 1 л. табл. : ил.; 22 см.
- Строение атома и периодический закон Д. И. Менделеева [Текст] / А. Г. Кульман. — Москва : Просвещение, 1975. — 111 с. : ил.; 21 см. — (Методическая б-ка школы) (Пособие для учителей).
- Химия в борьбе за урожай [Текст] / А. Г. Кульман. — Москва ; Ленинград : Гос. учеб.-пед. изд-во, 1932 (Л. : тип. «Печатный двор»). — Обл., 205, [3] с. : ил.; 23х15 см.
- Сборник вопросов и задач по общей химии [Текст] : Учеб. пособие для с.-х. вузов и техникумов / Проф. А. Г. Кульман. — Москва ; Ленинград : Сельхозгиз, 1933 (М. : ф-ка книги «Кр. пролетарий» и18 тип. «Полиграфкнига»). — Переплет, 308 с. : черт.; 23х15 см.
- Учебник общей и неорганической химии [Текст] / Проф. А. Г. Кульман. — Москва ; Ленинград : Сельхозгиз, 1934. — 403 с. : ил.; 23 см.
- Коллоиды в хлебопечении [Текст] / проф. А. Г. Кульман, д-р хим. наук ; Под ред. акад. П. А. Ребиндера. — Москва : Пищепромиздат, 1953. — 248 с. : ил.; 23 см.
- Общая химия [Текст] : (Конспект-справочник) / М-во высш. образования СССР. Моск. ин-т механизации и электрификации сельского хозяйства им. В. М. Молотова. — Москва : [б. и.], 1956. — 320 с., 2 л. табл., 1 отд. л. «Периодич. система хим. элементов» : граф.; 20 см.
- Physical and colloid chemistry [Текст] / A. G. Kuhlman ; Transl. from the Russ. by L. Perlin. — Moscow : Higher school publ. house, 1965. — 3 т.; 21 см; 1 [Текст]. — 1965. — 203 с.; 1 л. ил. (Chapters 6-12) [Текст]. — 1965. — 198 с. : ил. (Chapters 13-20) [Текст]. — 1965. — 256 с.; 3 отд. л. табл. : ил.